# Selección de fútbol de Montenegro
La selección de fútbol de Montenegro (en montenegrino: Фудбалска репрезентација Црне Горе, romanizado: Fudbalska reprezentacija Crne Gore) es el equipo representativo del país en las competiciones oficiales. Es miembro de la UEFA desde el 26 de enero de 2007 y de la FIFA desde el 31 de mayo de ese mismo año. Su organización está a cargo de la Federación de Fútbol de Montenegro.
El estadio en el que disputa sus partidos como local es el Pod Goricom Stadion, que fue inaugurado en 1945 y remodelado en el 2000 y se encuentra situado en Podgorica, la capital del país.
El combinado balcánico es una de las selecciones más jóvenes de la actualidad ya que fue creado tras la disolución de la federación de Serbia y Montenegro y la posterior independencia de Montenegro a mediados del año 2006.

## Historia

### Orígenes
El origen de la selección de fútbol de Montenegro se dio en el año 2006, fecha en que el país balcánico se independizó oficialmente de la federación que formaba junto a Serbia. Previo a ese año, los jugadores nacidos en territorio montenegrino jugaron desde que se constituyó como tal con la Selección de Yugoslavia hasta 1992, época en la que esta paso a denominarse Selección de la República Federal de Yugoslavia, que finalmente tras la disolución yugoslava fue renombrada en 2002 como Serbia y Montenegro.
No obstante durante su pertenencia a estos países, Montenegro disputó cuatro partidos amistosos no considerados como oficiales con su propia selección, los tres primeros entre 1945 y 1946, el equipo montenegrino fue derrotado por Albania con marcadores 2-1 y 5-0, y también por 2:1 ante Serbia en el marco del Campeonato Yugoslavo. Posteriormente, en 1966 se enfrentó a la Unión Soviética perdiendo por 1-0.
Tras la independencia de Montenegro, el 3 de junio de 2006, el país inició el proceso de formar una nueva federación de fútbol y una nueva selección, puesto que la selección serbomontenegrina se convirtió en la selección de Serbia. Sin embargo, la selección de Serbia y Montenegro permaneció unida hasta su participación en la Copa Mundial de Fútbol de 2006, tras su participación se disolvió oficialmente.
La antigua federación de Montenegro, fundada en 1939 con carácter regionalista como parte de la antigua Yugoslavia, fue rearmada y adquirió carácter nacional. El Comité Ejecutivo de la UEFA aprobó el ingreso de Montenegro como miembro provisional, el 5 de octubre de 2006, y el día 26 de enero de 2007 obtuvo la membresía oficial de la UEFA. El 31 de mayo de 2007, el Congreso Ejecutivo de la FIFA aprobó a Montenegro como su 208.º miembro.
Su primera participación en un torneo oficial fue en la clasificación del Mundial de Fútbol de 2010. Previamente, el equipo participó en partidos amistosos, destacando la Copa Kirin de 2007 donde fue derrotado por 2:0 por Japón y 1:0 por Colombia.

### Eurocopa de Polonia y Ucrania 2012
Tras su debut en la fase clasificatoria de la Copa Mundial de Fútbol la selección montenegrina hizo lo propio en la Clasificación para la Eurocopa 2012, en la que cuajó un gran papel que hizo que estuviera cerca de lograr la participación en la fase final. En el sorteo quedó encuadrada el grupo G, junto a las selecciones de Inglaterra, Suiza, Gales y Bulgaria y donde acumuló 12 puntos, producto de 3 victorias, 3 empates y 2 derrotas, lo que le permitió clasificar como segunda del grupo y acceder así a disputar los partidos de repesca para clasificarse frente a la República Checa.
En el primero de estos encuentros, que fue disputado en Praga, el 11 de noviembre de 2011 perdieron por 2:0, en un partido que se decidió en la segunda parte y en el que se encajó un gol en el minuto 90+2, lo que puso difícil una hipotética remontada en Podgorica. El encuentro de vuelta fue disputado el 15 de noviembre de 2011, y en la selección local volvió a ser derrotada, esta vez por 0:1 quedando eliminada así de la fase final de la Eurocopa.

### Mundial de Brasil 2014
Montenegro inició la fase de clasificación para Brasil 2014 encuadrada en el grupo H, en el que se vio las caras con Ucrania, San Marino, Moldavia, Polonia e Inglaterra, con la que ya se encontró en la fase de Clasificación para la Eurocopa 2012. La selección montenegrina inició dicha fase de clasificación el 7 de septiembre de 2012 enfrentándose a Polonia, con la que empató 2-2. Tan solo cuatro días después, el 11 de septiembre consiguieron el mejor resultado de su historia al derrotar por 0-6 a la selección de fútbol de San Marino en Serravalle, en el segundo de sus partidos.
Los montenegrinos en marzo del 2013, iban clasificando primero de grupo con 14 puntos, con dos empates (ante Polonia y Inglaterra de local), y victorias de visitante ante San Marino, Ucrania y Moldavia, y una victoria en Podgorica ante San Marino por 3-0. Sin embargo, tras una inesperada derrota ante Ucrania el 7 de junio del mismo año por 0-4 en Podgorica, lo puso en posición de repesca.
Luego, tras un empate ante Polonia por 1-1 en Varsovia el 6 de septiembre, los ingleses los superaron por diferencia de goles. En su siguiente partido ante Inglaterra, terminarían perdiendo por 1-4 en Wembley, y tras la victoria de Ucrania por 1-0 ante los polacos, la tabla quedó con Inglaterra primera con 19 puntos, a Ucrania segunda en puesto de repesca con 18 puntos, y Montenegro tercero con 15 puntos, con pocas posibilidades, ya que Ucrania tenía diferencia de gol de +16, y los montenegrinos tenían diferencia de gol de +4, y además que en la última fecha, los ucranianos se enfrentaron a San Marino, el rival más débil del grupo con 0 puntos, ganando fácilmente 8-0. Y los montenegrinos, terminarían perdiendo por 5-2 en Podgorica ante Moldavia. Debido a esto,no lograron clasificar.

### Eurocopa 2016
Montenegro inició las clasificatorias rumbo a la Eurocopa 2016, ubicado en el Grupo G, junto a Austria, Liechtenstein, Moldavia, Rusia y Suecia. Los montenegrinos iniciaron la fase de clasificación frente a Moldavia el 8 de septiembre de 2014 en Podgorica, triunfando por 2-0 con goles de Mirko Vučinić y de Žarko Tomašević. En el siguiente partido, jugado en Vaduz el 9 de octubre, empató 0-0 con Liechtenstein, una de las selecciones europeas más débiles, lo que significó un fracaso en el país y para el equipo dirigido por Branko Brnović. Luego, el 12 de octubre, se enfrentaron a Austria en Viena, perdiendo por 1-0 con gol del austriaco Rubin Okotie.
El 15 de noviembre, se enfrentaría a la Suecia de Zlatan Ibrahimović de local, donde los suecos comenzaron ganando con un gol de Ibrahimović en el minuto 9, pero luego los montenegrinos empatarían en el minuto 80 con gol de Stevan Jovetić de penal, terminando el partido 1-1. El 27 de marzo de 2015, Los Halcones Valientes enfrentaron a Rusia en Podgorica, donde, tras disturbios en las tribunas, y los enfrentamientos entre jugadores y del cuerpo técnico de ambos equipos, se terminó el partido en el minuto 67, terminando 0-0, Sin embargo posteriormente, la UEFA le daría el triunfo a Rusia por 3-0.
El 14 de junio, fueron derrotados por Suecia en Solna por 3-1 con goles de Marcus Berg y de Zlatan x2. El descuento balcánico fue parte de Dejan Damjanović en el minuto 64 vía penal, complicando su clasificación.
Luego, en el 5 de septiembre, se enfrentarían a Liechstenstein de local, triunfando por 2-0 con goles de Fatos Bećiraj y de Stevan Jovetić, Después, en Chisináu, derrotarían a Moldavia por el mismo marcador, con goles de Stefan Savić y un autogol de Petru Radu, quedando a 3 puntos de la clasificación directa parcialmente, quedando cuarto con 11 puntos, detrás de Suecia con 12 (repesca) y de Rusia con 14 (2.º clasificado).
El 9 de octubre, jugarían todos los equipos del grupo a la misma hora, donde Montenegro se enfrentó a Austria de local. Los Halcones comenzarían ganando, con un gol de Mirko Vučinić en el minuto 32, por lo que, sumado al triunfo parcial de Suecia sobre Liechtenstein por 1-0, los montenegrinos iban quedando segundos en zona de clasificación. Sin embargo, Austria empataría el partido con gol de Marc Janko en el minuto 55, minuto donde Suecia alargaría su victoria con gol de Zlatan Ibrahimović, y 3 minutos después, Rusia abría el marcador ante Moldavia en Chisináu, dejando a Montenegro eliminado parcialmente. Sin embargo, Montenegro desempataría con gol de Fatos Bećiraj en el minuto 68, quedando cuarto (eliminado) pero con posibilidades. Sin embargo, Austria remontaría con goles de Marko Arnautović en el minuto 81 y de Marcel Sabitzer en el minuto 90+2.
Los Halcones quedarían eliminados con aquel resultado ya que Rusia quedaría segunda con 17 puntos, y Suecia quedaría tercera en posición de repesca con 15 puntos, y Montenegro quedó cuarto con 11 puntos, por lo que el partido siguiente no serviría de nada. Cerró la eliminatoria ante Rusia en Moscú, perdiendo por 2-0.

### Mundial de Rusia 2018
La selección montenegrina inició la clasificatoria para Rusia 2018, ubicada en el grupo E, con equipos como Armenia, Dinamarca, Kazajistán, Rumania y nuevamente con Polonia, con la que se enfrentó en la clasificatoria para la cita mundialista anterior. Montenegro inició dicha fase de clasificación, el 4 de septiembre de 2016 enfrentándose a Rumanía de visitante, empatando 1-1 en Cluj-Napoca. Luego goleó a Kazajistán 5-0 y derrotó históricamente de visitante a Dinamarca por 0-1, el 11 de octubre del mismo año, en Copenhague.
Luego los montenegrinos se enfrentaron a una Armenia débil que no había obtenido puntos, el 11 de noviembre, donde Montenegro comenzó ganando 2-0 con goles de Damir Kojasëvić y Stevan Jovetić, sin embargo los armenios remontarían ganando 3-2. Luego Montenegro perdería ante Polonia por 1-2 de local, el 26 de marzo de 2017.
En el 10 de junio de 2017, la selección montenegrina derrotó 4-1 a Armenia, y luego en el 1 de septiembre del mismo año, Montenegro goleó nuevamente a Kazajistán, solo que esta vez como visitante en Astaná, por 0-3. El 4 de septiembre derrotó a Rumania por 1-0 con gol de Stevan Jovetić, eliminando a los rumanos.
En el 5 de octubre, se enfrentó a Dinamarca, quien estaba a la par con Montenegro, con 16 puntos y la misma cantidad de goles a favor y de diferencia de goles, obligando a Montenegro vencer para clasificarse a la repesca. Sin embargo, Dinamarca ganó 0-1 con gol de Christian Eriksen, alejando a Montenegro de la repesca. El 8 de octubre Polonia derrota 4-2 a Montenegro dejándolo así eliminado de toda oportunidad de clasificar al mundial Rusia 2018, Sin embargo, Montenegro realizó su mejor clasificatoria de toda su historia, teniendo así el margen para las clasificatorias a la Eurocopa 2020.

### Eurocopa 2020
Montenegro llegaba a las clasificatorias para la Eurocopa 2020 con altas expectativas. Sin embargo, tras la lesión de su goleador Stevan Jovetić por toda la clasificatoria y por la irregularidad de su segundo mejor jugador Stefan Savić en su club Atlético de Madrid, la selección montenegrina tuvo que depender de jugadores del mismo nivel, en este caso, regulares. Fueron ubicados en el grupo A, junto a Bulgaria, Inglaterra, Kosovo y la República Checa. Debutaron de visita ante los búlgaros, empatando a 1. Posteriormente, jugaron contra Inglaterra de local, comenzando ganando con gol de Marko Vešović en el minuto 17. Sin embargo, Inglaterra remontó hasta ganar por 5 a 1. Posteriormente empataron contra la debutante en clasificatorias a Eurocopa, Kosovo por 1-1 de locales, y posteriormente perdieron por 3-0 contra la República Checa dos veces, primero de visitante y después de local, quedando definitivamente eliminados de la clasificatoria. Posteriormente empataron de local contra Bulgaria por 0-0 y perdieron contra Kosovo por 0-2 de visitante. Cerraron la eliminatoria con su peor derrota de su historia, un 0-7 contra Inglaterra.

### Liga de Naciones 2020-21
Tras el fracaso en la eliminatoria a la Eurocopa, y la aparición de la pandemia de COVID-19, la Liga de las Naciones de la UEFA 2020-21 se suspendieron hasta septiembre, donde la selección montenegrina debutó ante Chipre, con la vuelta de sus dos máximas figuras, Stevan Jovetić y Stefan Savić. El primero, tras salir como suplente a la cancha, ingresó y anotó un doblete para darle la victoria a su equipo por 2-0. Posteriormente en la segunda fecha contra Luxemburgo de visitante, se mantuvieron sin goles hasta el minuto 90, donde Fatos Bećiraj marcó la diferencia en el 90+4', dándole la segunda victoria a Montenegro y el liderato del grupo hasta el momento.

## Últimos partidos y próximos encuentros
Actualizado al último partido jugado el 9 de junio de 2025.
| Fecha      | Ciudad    | Local           | Resultado | Visitante       | Competición                     |
| ---------- | --------- | --------------- | --------- | --------------- | ------------------------------- |
| 06-09-2024 | Reykjavík | Islandia        | 2:0 (1:0) | Montenegro      | Liga de Naciones UEFA 24/25     |
| 09-09-2024 | Nikšić    | Montenegro      | 1:2 (0:2) | Gales           | Liga de Naciones UEFA 24/25     |
| 11-10-2023 | Samsun    | Turquía         | 1:0 (0:0) | Montenegro      | Liga de Naciones UEFA 24/25     |
| 14-10-2023 | Cardiff   | Gales           | 1:0 (1:0) | Montenegro      | Liga de Naciones UEFA 24/25     |
| 16-11-2024 | Podgorica | Montenegro      | 0:2 (0:0) | Islandia        | Liga de Naciones UEFA 24/25     |
| 19-11-2024 | Podgorica | Montenegro      | 3:1 (2:1) | Turquía         | Liga de Naciones UEFA 24/25     |
| 22-03-2025 | Nikšić    | Montenegro      | 3:1 (1:1) | Gibraltar       | Clasificación Copa Mundial 2026 |
| 25-03-2025 | Nikšić    | Montenegro      | 1:0 (0:0) | Islas Feroe     | Clasificación Copa Mundial 2026 |
| 06-06-2025 | Plzen     | República Checa | 2:0 (1:0) | Montenegro      | Clasificación Copa Mundial 2026 |
| 09-06-2025 | Nikšić    | Montenegro      | 2:2 (1:1) | Armenia         | Partido amistoso                |
| 05-09-2025 | Nikšić    | Montenegro      | -:-       | República Checa | Clasificación Copa Mundial 2026 |
| 08-09-2025 | Zagreb    | Croacia         | -:-       | Montenegro      | Clasificación Copa Mundial 2026 |
| 09-10-2025 | Tórshavn  | Islas Feroe     | -:-       | Montenegro      | Clasificación Copa Mundial 2026 |
| 13-10-2025 | Nikšić    | Montenegro      | -:-       | Liechtenstein   | Partido amistoso                |
| 14-11-2025 | Faro      | Gibraltar       | -:-       | Montenegro      | Clasificación Copa Mundial 2026 |
| 17-11-2025 | Nikšić    | Montenegro      | -:-       | Croacia         | Clasificación Copa Mundial 2026 |

## Uniforme y escudo
El uniforme titular de la selección de Montenegro desde su formación ha sido de los colores de la bandera nacional, esto es camiseta, pantalón y medias totalmente rojos con detalles dorados en la camiseta. En la actualidad es suministrado por la compañía italiana Legea.
En cuanto al escudo se refiere no es empleado el escudo nacional sino que se utiliza el mismo que posee la Federación de Fútbol de Montenegro.

## Estadísticas

### Copa Mundial de Fútbol
| Copa Mundial de Fútbol | Copa Mundial de Fútbol       | Copa Mundial de Fútbol       | Copa Mundial de Fútbol       | Copa Mundial de Fútbol       | Copa Mundial de Fútbol       | Copa Mundial de Fútbol       | Copa Mundial de Fútbol       |
| Año                    | Ronda                        | J                            | G                            | E                            | P                            | GF                           | GC                           |
| ---------------------- | ---------------------------- | ---------------------------- | ---------------------------- | ---------------------------- | ---------------------------- | ---------------------------- | ---------------------------- |
| 1930                   | Parte de Yugoslavia          | Parte de Yugoslavia          | Parte de Yugoslavia          | Parte de Yugoslavia          | Parte de Yugoslavia          | Parte de Yugoslavia          | Parte de Yugoslavia          |
| 1934                   | Parte de Yugoslavia          | Parte de Yugoslavia          | Parte de Yugoslavia          | Parte de Yugoslavia          | Parte de Yugoslavia          | Parte de Yugoslavia          | Parte de Yugoslavia          |
| 1938                   | Parte de Yugoslavia          | Parte de Yugoslavia          | Parte de Yugoslavia          | Parte de Yugoslavia          | Parte de Yugoslavia          | Parte de Yugoslavia          | Parte de Yugoslavia          |
| 1950                   | Parte de Yugoslavia          | Parte de Yugoslavia          | Parte de Yugoslavia          | Parte de Yugoslavia          | Parte de Yugoslavia          | Parte de Yugoslavia          | Parte de Yugoslavia          |
| 1954                   | Parte de Yugoslavia          | Parte de Yugoslavia          | Parte de Yugoslavia          | Parte de Yugoslavia          | Parte de Yugoslavia          | Parte de Yugoslavia          | Parte de Yugoslavia          |
| 1958                   | Parte de Yugoslavia          | Parte de Yugoslavia          | Parte de Yugoslavia          | Parte de Yugoslavia          | Parte de Yugoslavia          | Parte de Yugoslavia          | Parte de Yugoslavia          |
| 1962                   | Parte de Yugoslavia          | Parte de Yugoslavia          | Parte de Yugoslavia          | Parte de Yugoslavia          | Parte de Yugoslavia          | Parte de Yugoslavia          | Parte de Yugoslavia          |
| 1966                   | Parte de Yugoslavia          | Parte de Yugoslavia          | Parte de Yugoslavia          | Parte de Yugoslavia          | Parte de Yugoslavia          | Parte de Yugoslavia          | Parte de Yugoslavia          |
| 1970                   | Parte de Yugoslavia          | Parte de Yugoslavia          | Parte de Yugoslavia          | Parte de Yugoslavia          | Parte de Yugoslavia          | Parte de Yugoslavia          | Parte de Yugoslavia          |
| 1974                   | Parte de Yugoslavia          | Parte de Yugoslavia          | Parte de Yugoslavia          | Parte de Yugoslavia          | Parte de Yugoslavia          | Parte de Yugoslavia          | Parte de Yugoslavia          |
| 1978                   | Parte de Yugoslavia          | Parte de Yugoslavia          | Parte de Yugoslavia          | Parte de Yugoslavia          | Parte de Yugoslavia          | Parte de Yugoslavia          | Parte de Yugoslavia          |
| 1982                   | Parte de Yugoslavia          | Parte de Yugoslavia          | Parte de Yugoslavia          | Parte de Yugoslavia          | Parte de Yugoslavia          | Parte de Yugoslavia          | Parte de Yugoslavia          |
| 1986                   | Parte de Yugoslavia          | Parte de Yugoslavia          | Parte de Yugoslavia          | Parte de Yugoslavia          | Parte de Yugoslavia          | Parte de Yugoslavia          | Parte de Yugoslavia          |
| 1990                   | Parte de Yugoslavia          | Parte de Yugoslavia          | Parte de Yugoslavia          | Parte de Yugoslavia          | Parte de Yugoslavia          | Parte de Yugoslavia          | Parte de Yugoslavia          |
| 1994                   | Parte de RF de Yugoslavia    | Parte de RF de Yugoslavia    | Parte de RF de Yugoslavia    | Parte de RF de Yugoslavia    | Parte de RF de Yugoslavia    | Parte de RF de Yugoslavia    | Parte de RF de Yugoslavia    |
| 1998                   | Parte de RF de Yugoslavia    | Parte de RF de Yugoslavia    | Parte de RF de Yugoslavia    | Parte de RF de Yugoslavia    | Parte de RF de Yugoslavia    | Parte de RF de Yugoslavia    | Parte de RF de Yugoslavia    |
| 2002                   | Parte de RF de Yugoslavia    | Parte de RF de Yugoslavia    | Parte de RF de Yugoslavia    | Parte de RF de Yugoslavia    | Parte de RF de Yugoslavia    | Parte de RF de Yugoslavia    | Parte de RF de Yugoslavia    |
| 2006                   | Parte de Serbia y Montenegro | Parte de Serbia y Montenegro | Parte de Serbia y Montenegro | Parte de Serbia y Montenegro | Parte de Serbia y Montenegro | Parte de Serbia y Montenegro | Parte de Serbia y Montenegro |
| 2010                   | No clasificó                 | No clasificó                 | No clasificó                 | No clasificó                 | No clasificó                 | No clasificó                 | No clasificó                 |
| 2014                   | No clasificó                 | No clasificó                 | No clasificó                 | No clasificó                 | No clasificó                 | No clasificó                 | No clasificó                 |
| 2018                   | No clasificó                 | No clasificó                 | No clasificó                 | No clasificó                 | No clasificó                 | No clasificó                 | No clasificó                 |
| 2022                   | No clasificó                 | No clasificó                 | No clasificó                 | No clasificó                 | No clasificó                 | No clasificó                 | No clasificó                 |
| 2026                   | Por disputarse               | Por disputarse               | Por disputarse               | Por disputarse               | Por disputarse               | Por disputarse               | Por disputarse               |
| Total                  | 0/22                         | -                            | -                            | -                            | -                            | -                            | -                            |

### Eurocopa
| Eurocopa | Eurocopa                     | Eurocopa                     | Eurocopa                     | Eurocopa                     | Eurocopa                     | Eurocopa                     | Eurocopa                     |
| Año      | Ronda                        | J                            | G                            | E                            | P                            | GF                           | GC                           |
| -------- | ---------------------------- | ---------------------------- | ---------------------------- | ---------------------------- | ---------------------------- | ---------------------------- | ---------------------------- |
| 1960     | Parte de Yugoslavia          | Parte de Yugoslavia          | Parte de Yugoslavia          | Parte de Yugoslavia          | Parte de Yugoslavia          | Parte de Yugoslavia          | Parte de Yugoslavia          |
| 1964     | Parte de Yugoslavia          | Parte de Yugoslavia          | Parte de Yugoslavia          | Parte de Yugoslavia          | Parte de Yugoslavia          | Parte de Yugoslavia          | Parte de Yugoslavia          |
| 1968     | Parte de Yugoslavia          | Parte de Yugoslavia          | Parte de Yugoslavia          | Parte de Yugoslavia          | Parte de Yugoslavia          | Parte de Yugoslavia          | Parte de Yugoslavia          |
| 1972     | Parte de Yugoslavia          | Parte de Yugoslavia          | Parte de Yugoslavia          | Parte de Yugoslavia          | Parte de Yugoslavia          | Parte de Yugoslavia          | Parte de Yugoslavia          |
| 1976     | Parte de Yugoslavia          | Parte de Yugoslavia          | Parte de Yugoslavia          | Parte de Yugoslavia          | Parte de Yugoslavia          | Parte de Yugoslavia          | Parte de Yugoslavia          |
| 1980     | Parte de Yugoslavia          | Parte de Yugoslavia          | Parte de Yugoslavia          | Parte de Yugoslavia          | Parte de Yugoslavia          | Parte de Yugoslavia          | Parte de Yugoslavia          |
| 1984     | Parte de Yugoslavia          | Parte de Yugoslavia          | Parte de Yugoslavia          | Parte de Yugoslavia          | Parte de Yugoslavia          | Parte de Yugoslavia          | Parte de Yugoslavia          |
| 1988     | Parte de Yugoslavia          | Parte de Yugoslavia          | Parte de Yugoslavia          | Parte de Yugoslavia          | Parte de Yugoslavia          | Parte de Yugoslavia          | Parte de Yugoslavia          |
| 1992     | Parte de Yugoslavia          | Parte de Yugoslavia          | Parte de Yugoslavia          | Parte de Yugoslavia          | Parte de Yugoslavia          | Parte de Yugoslavia          | Parte de Yugoslavia          |
| 1996     | Parte de RF de Yugoslavia    | Parte de RF de Yugoslavia    | Parte de RF de Yugoslavia    | Parte de RF de Yugoslavia    | Parte de RF de Yugoslavia    | Parte de RF de Yugoslavia    | Parte de RF de Yugoslavia    |
| 2000     | Parte de RF de Yugoslavia    | Parte de RF de Yugoslavia    | Parte de RF de Yugoslavia    | Parte de RF de Yugoslavia    | Parte de RF de Yugoslavia    | Parte de RF de Yugoslavia    | Parte de RF de Yugoslavia    |
| 2004     | Parte de Serbia y Montenegro | Parte de Serbia y Montenegro | Parte de Serbia y Montenegro | Parte de Serbia y Montenegro | Parte de Serbia y Montenegro | Parte de Serbia y Montenegro | Parte de Serbia y Montenegro |
| 2008     | No participó                 | No participó                 | No participó                 | No participó                 | No participó                 | No participó                 | No participó                 |
| 2012     | No clasificó                 | No clasificó                 | No clasificó                 | No clasificó                 | No clasificó                 | No clasificó                 | No clasificó                 |
| 2016     | No clasificó                 | No clasificó                 | No clasificó                 | No clasificó                 | No clasificó                 | No clasificó                 | No clasificó                 |
| 2020     | No clasificó                 | No clasificó                 | No clasificó                 | No clasificó                 | No clasificó                 | No clasificó                 | No clasificó                 |
| 2024     | No clasificó                 | No clasificó                 | No clasificó                 | No clasificó                 | No clasificó                 | No clasificó                 | No clasificó                 |
| Total    | 0/17                         | -                            | -                            | -                            | -                            | -                            | -                            |

### Liga de Naciones de la UEFA
| Liga de Naciones de la UEFA | Liga de Naciones de la UEFA | Liga de Naciones de la UEFA | Liga de Naciones de la UEFA | Liga de Naciones de la UEFA | Liga de Naciones de la UEFA | Liga de Naciones de la UEFA | Liga de Naciones de la UEFA | Liga de Naciones de la UEFA | Liga de Naciones de la UEFA |
| Año                         | L                           | G                           | Ronda                       | J                           | G                           | E                           | P                           | GF                          | GC                          |
| --------------------------- | --------------------------- | --------------------------- | --------------------------- | --------------------------- | --------------------------- | --------------------------- | --------------------------- | --------------------------- | --------------------------- |
| 2018-19                     | C                           | 4                           | Tercer lugar                | 6                           | 2                           | 1                           | 3                           | 7                           | 6                           |
| 2020-21                     | C                           | 1                           | Primer lugar                | 6                           | 4                           | 1                           | 1                           | 10                          | 2                           |
| 2022-23                     | B                           | 3                           | Tercer lugar                | 6                           | 2                           | 1                           | 3                           | 6                           | 6                           |
| Total                       | Total                       | Total                       | 3/3                         | 18                          | 8                           | 3                           | 7                           | 23                          | 14                          |

## Clasificación FIFA
| AÑO/MES                                                                                   | Enero       | Febrero        | Marzo          | Abril          | Mayo           | Junio          | Julio          | Agosto         | Septiembre     | Octubre        | Noviembre      | Diciembre      |
| ----------------------------------------------------------------------------------------- | ----------- | -------------- | -------------- | -------------- | -------------- | -------------- | -------------- | -------------- | -------------- | -------------- | -------------- | -------------- |
| 2007                                                                                      | -           | -              | -              | -              | -              | 199.º (0)      | 199.º (0)      | 199.º (0)      | 186.º (21)     | 171.º (65)     | 172.º (65)     | 172.º (65)     |
| 2008                                                                                      | 172.º (65)  | 175.º (65)     | 175.º (65)     | 153.º (141)    | 150.º (141)    | 142.º (180)    | 146.º (180)    | 143.º (198)    | 136.º (198)    | 117.º (285)    | 115.º (294)    | 112.º (310)    |
| 2009                                                                                      | 113.º (310) | 111.º (310)    | 112.º (310)    | 117.º (284)    | 117.º (284)    | 110.º (331)    | 98.º (339)     | 96.º (339)     | 89.º (380)     | 75.º (436)     | 73.º (456)     | 74.º (456)     |
| 2010                                                                                      | 74.º (456)  | 72.º (456)     | 69.º (484)     | 65.º (500)     | 64.º (500)     | -              | 72.º (500)     | 73.º (448)     | 40.º (684)     | 26.º (827)     | 26.º (827)     | 25.º (824)     |
| 2011                                                                                      | 25.º (824)  | 25.º (824)     | 25.º (824)     | 24.º (820)     | 24.º (820)     | 16.º (915)     | 17.º (915)     | 19.º (875)     | 26.º (777)     | 39.º (655)     | 51.º (585)     | 51.º (585)     |
| 2012                                                                                      | 50.º (585)  | 51.º (585)     | 44.º (601)     | 54.º (569)     | 55.º (569)     | 50.º (581)     | 50.º (581)     | 50.º (581)     | 48.º (606)     | 44.º (623)     | 34.º (691)     | 31.º (756)     |
| 2013                                                                                      | 31.º (756)  | 29.º (756)     | 28.º (790)     | 27.º (789)     | 27.º (789)     | 25.º (841)     | 28.º (774)     | 28.º (774)     | 27.º (766)     | 54.º (584)     | 53.° (594)     | 52.º (594)     |
| 2014                                                                                      | 52.° (594)  | 52.° (594)     | 46.° (639)     | 54.° (555)     | 54.° (555)     | 51.° (574)     | 50.° (559)     | 49.° (553)     | 43.° (591)     | 64.° (504)     | 58.° (537)     | 59.º (537)     |
| 2015                                                                                      | 59.° (537)  | 65.° (537)     | 67.° (531)     | 70.° (491)     | 75.° (457)     | 70.° (513)     | 81.° (423)     | 77.° (423)     | 77.° (430)     | 72.° (470)     | 78.° (426)     | 85.º (403)     |
| 2016                                                                                      | 85.° (403)  | 84.° (403)     | 84.° (409)     | 94.° (365)     | 94.° (365)     | 90.° (382)     | 95.° (365)     | 95.° (365)     | 105.° (326)    | 56.° (570)     | 63.° (549)     | 63.º (549)     |
| 2017                                                                                      | 63.º (549)  | 64.º (549)     | 64.º (546)     | 62.º (560)     | 62.º (560)     | 52.º (647)     | 54.º (643)     | 52.º (643)     | 37.º (749)     | 54.° (640)     | 46.° (681)     | 46.° (681)     |
| 2018                                                                                      | 46.° (681)  | 44.° (681)     | 46.° (675)     | 43.° (671)     | 43.° (671)     | 43.° (652)     | 52.° (1750)    | 41.° (1440)    | 41.° (1444)    | 39.° (1440)    | 44.° (1427)    | 44.° (1427)    |
| 2019                                                                                      | -           | 46.° (1427)    | -              | 51.° (1419)    | -              | 53.° (1401)    | 55.° (1401)    | -              | 59.° (1389)    | 61.° (1371)    | 64.° (1365)    | 64.° (1365)    |
| 2020                                                                                      | -           | 64.° (1365)    | -              | 64.° (1365)    | -              | 64.° (1365)    | 64.° (1365)    | -              | 63.° (1376)    | 64.° (1369)    | 63.° (1370)    | 63.° (1370)    |
| 2021                                                                                      | -           | 63.° (1370)    | -              | 64.° (1368.49) | 64.° (1368.49) | -              | -              | 67.° (1363.03) | 71.° (1352.83) | 73.° (1346.19) | 72.° (1342.89) | 72.° (1342.89) |
| 2022                                                                                      | -           | 72.° (1342.89) | 70.° (1342.79) | -              | -              | 67.° (1354.59) | -              | 67.° (1354.59) | -              | 69.° (1341.03  | -              | 69.° (1339.15) |
| 2023                                                                                      | -           | -              | -              | 69.° (1343.28) | -              | 71.° (1343.45) | 71.° (1343.45) | -              | 68.° (1349.34) | 70.° (1344.3)  | 70.° (1342.64) | 70.° (1342.64) |
| 2024                                                                                      | -           | 72.° (1342.64) | -              | 70.° (1351.72) | -              | 72.° (1345.02) |                |                |                |                |                |                |
| Posición promedio desde la creación de la Clasificación mundial de la FIFA: 83.ª posición |             |                |                |                |                |                |                |                |                |                |                |                |

Fuente: Ficha de Montenegro en FIFA Archivado el 14 de octubre de 2012 en Wayback Machine. y Estadísticas FIFA Archivado el 24 de septiembre de 2012 en Wayback Machine.
Colores: Dorado = 1.º puesto; Plateado = 2.º puesto; Bronce = 3.º puesto.

## Jugadores

### Última convocatoria
Los siguientes jugadores fueron convocados para los partidos contra  Gibraltar e  Islas Feroe  en marzo de 2025 por la Clasificación de UEFA para la Copa Mundial de Fútbol de 2026.
| No. | Pos. | Jugador           | Fecha de nacimiento (edad)       | Apa. | Goles | Club                |
| --- | ---- | ----------------- | -------------------------------- | ---- | ----- | ------------------- |
| 1   | POR  | Igor Nikić        | 25 de agosto de 2000 (24 años)   | 5    | 0     | Dečić               |
| 12  | POR  | Danijel Petković  | 25 de mayo de 1993 (32 años)     | 25   | 0     | Liepāja             |
| 13  | POR  | Balša Popović     | 10 de junio de 2000 (25 años)    | 1    | 0     | OFK Belgrado        |
|     | POR  | Milan Mijatović   | 26 de julio de 1987 (37 años)    | 40   | 0     | Budućnost Podgorica |
|     |      |                   |                                  |      |       |                     |
| 2   | DEF  | Andrija Vukčević  | 11 de octubre de 1996 (28 años)  | 15   | 0     | Cartagena           |
| 3   | DEF  | Slobodan Rubežić  | 21 de marzo de 2000 (25 años)    | 7    | 1     | Novi Pazar          |
| 4   | DEF  | Marko Vukčević    | 7 de junio de 1993 (32 años)     | 28   | 1     | Tobol               |
| 5   | DEF  | Igor Vujačić      | 8 de agosto de 1994 (30 años)    | 39   | 0     | Rubin Kazan         |
| 6   | DEF  | Marko Tući        | 4 de diciembre de 1998 (26 años) | 7    | 1     | Gangwon             |
| 7   | DEF  | Marko Vešović     | 28 de agosto de 1991 (33 años)   | 56   | 2     | Qarabağ             |
| 15  | DEF  | Nikola Šipčić     | 17 de mayo de 1995 (30 años)     | 14   | 0     | Cartagena           |
| 16  | DEF  | Ognjen Gašević    | 2 de abril de 2002 (23 años)     | 2    | 0     | Budućnost Podgorica |
| 23  | DEF  | Adam Marušić      | 17 de octubre de 1992 (32 años)  | 66   | 5     | Lazio               |
|     |      |                   |                                  |      |       |                     |
| 8   | MED  | Marko Janković    | 9 de julio de 1995 (29 años)     | 53   | 1     | Qarabağ             |
| 14  | MED  | Edvin Kuč         | 27 de octubre de 1993 (31 años)  | 13   | 4     | Neftchi Baku        |
| 17  | MED  | Milan Vukotić     | 5 de octubre de 2002 (22 años)   | 4    | 0     | Partizán            |
| 18  | MED  | Miloš Brnović     | 26 de abril de 2000 (25 años)    | 6    | 0     | Arsenal Tula        |
| 19  | MED  | Marko Bakić       | 1 de noviembre de 1993 (31 años) | 34   | 0     | OFI Creta           |
| 20  | MED  | Stefan Lončar     | 19 de febrero de 1996 (29 años)  | 18   | 0     | Akron Tolyatti      |
| 21  | MED  | Andrija Radulović | 3 de julio de 2002 (22 años)     | 6    | 0     | Rapid Viena         |
| 22  | MED  | Driton Camaj      | 7 de marzo de 1997 (28 años)     | 23   | 2     | Kecskemét           |
|     | MED  | Vladimir Jovović  | 26 de octubre de 1994 (30 años)  | 63   | 0     | Neftchi Fergana     |
|     |      |                   |                                  |      |       |                     |
| 9   | DEL  | Stefan Mugoša     | 23 de febrero de 1992 (33 años)  | 62   | 15    | Incheon United      |
| 10  | DEL  | Stevan Jovetić    | 2 de noviembre de 1989 (35 años) | 85   | 37    | Omonia Nicosia      |
| 11  | DEL  | Nikola Krstović   | 5 de abril de 2000 (25 años)     | 27   | 6     | Lecce               |
|     | DEL  | Milutin Osmajić   | 25 de julio de 1999 (25 años)    | 27   | 2     | Preston North End   |

### Más partidos jugados

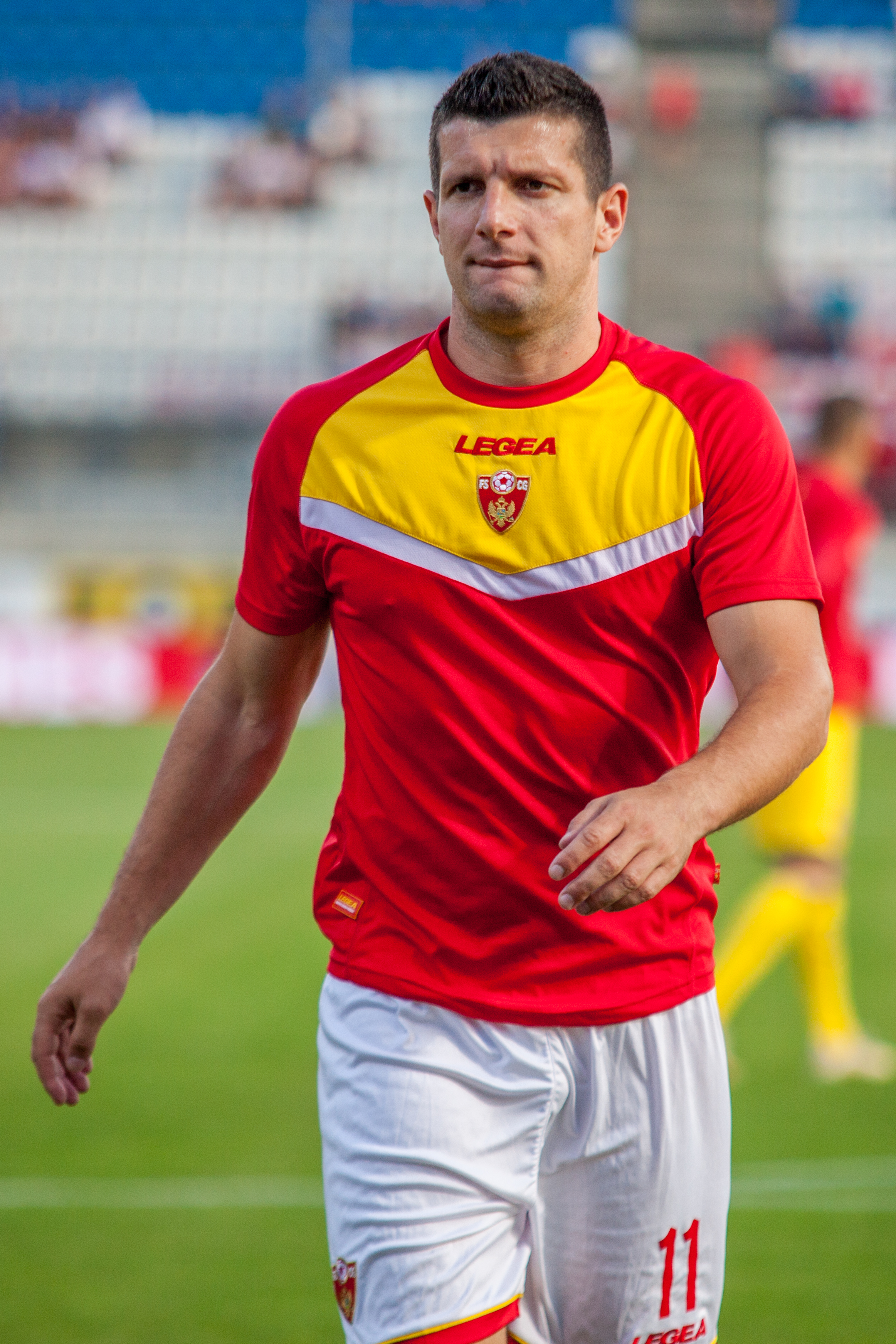
Fatos Bećiraj es el jugador con más partidos internacionales en la historia de Montenegro con 86 partidos.

- Actualizado el 1 de julio de 2024.

| #  | Nombre           | Años        | Partidos | Goles |
| -- | ---------------- | ----------- | -------- | ----- |
| 1  | Fatos Bećiraj    | 2009 - 2022 | 86       | 15    |
| 2  | Stevan Jovetić   | 2007 -      | 78       | 36    |
| 3  | Stefan Savić     | 2010 -      | 74       | 9     |
| 4  | Žarko Tomašević  | 2010 -      | 64       | 5     |
| 5  | Elsad Zverotić   | 2008 - 2017 | 61       | 5     |
| 6  | Adam Marušić     | 2015 -      | 59       | 4     |
| 7  | Vladimir Jovović | 2013 -      | 58       | 0     |
| 8  | Stefan Mugoša    | 2015 -      | 56       | 15    |
| 9  | Nikola Vukčević  | 2014 -      | 51       | 1     |
| 10 | Marko Simić      | 1913 -      | 50       | 2     |

### Máximos anotadores

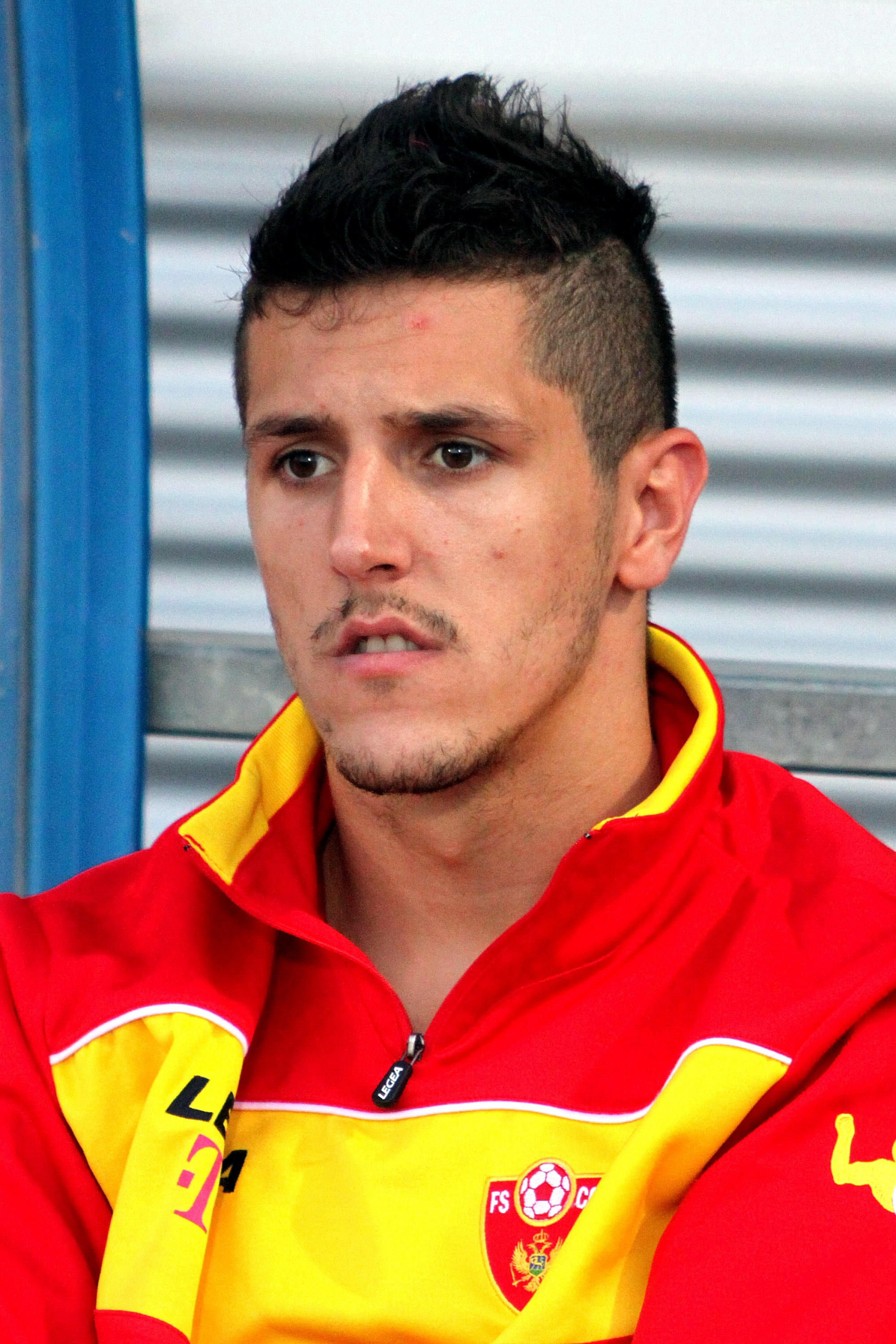
Stevan Jovetić es el máximo goleador de la historia de Montenegro con 31 goles en 67 partidos.

- Actualizado el 1 de julio de 2024.

| #   | Nombre            | Años        | Goles | Partidos | Promedio |
| --- | ----------------- | ----------- | ----- | -------- | -------- |
| 1.º | Stevan Jovetić    | 2007 -      | 36    | 78       | 0.46     |
| 2.º | Mirko Vučinić     | 2007 - 2017 | 17    | 46       | 0.37     |
| 3.º | Stefan Mugoša     | 2015 -      | 15    | 56       | 0.31     |
| 4   | Fatos Bećiraj     | 2009 - 2022 | 15    | 86       | 0.17     |
| 5   | Stefan Savić      | 2010 -      | 9     | 74       | 0.12     |
| 6   | Dejan Damjanović  | 2008 - 2015 | 8     | 30       | 0.27     |
| 7   | Radomir Đalović   | 2007 - 2012 | 7     | 26       | 0.27     |
| 8.º | Andrija Delibašić | 2009 - 2013 | 6     | 21       | 0.29     |
| 9.º | Žarko Tomašević   | 2014 -      | 5     | 59       | 0.08     |
| 9.º | Elsad Zverotić    | 2008 - 2017 | 5     | 61       | 0.08     |